# Pritha spinula
Pritha spinula är en spindelart som beskrevs av Wang 1987. Pritha spinula ingår i släktet Pritha och familjen Filistatidae. Inga underarter finns listade i Catalogue of Life.